# Dipoena keyserlingi
Dipoena keyserlingi là một loài nhện trong họ Theridiidae.
Loài này thuộc chi Dipoena. Dipoena keyserlingi được Herbert Walter Levi miêu tả năm 1963.